# Controlekaart
Een controlekaart is een persoonsgebonden chipkaart die gebruikt wordt voor de digitale tachograaf.
De controlekaart wordt gebruikt door inspectiediensten (zoals de Nederlandse Inspectie Leefomgeving en Transport), de politie en andere opsporingsdiensten. Met behulp van deze kaart is het mogelijk om de naleving van de rij- en rusttijden te controleren, controleren wanneer andere passen gebruikt zijn en alle storing uit te lezen.